# Vostochni (Shcherbínovski, Krasnodar)
Vostochni (del ruso: Восточный) es un posiólok del raión de Shcherbínovski del krai de Krasnodar, en Rusia. Está situado en la costa del golfo de Taganrog del mar de Azov, en el limán Yeiski (desembocadura del río Yeya), 8 km al oeste de Staroshcherbínovskaya y 179 km al norte de Krasnodar, la capital del krai. Tenía 290 habitantes en 2010.
Pertenece al municipio Shcherbinovskoye.